# Romana Romanyshyn
Romana Romanyshyn ou Romanišin est une graphiste, maquettiste d'édition, illustratrice et auteur de livre pour enfants, née le 23 septembre 1984 dans l'ancienne URSS, aujourd’hui Ukraine.

## Biographie
Graphiste formée à au Collège d'arts décoratifs appliqués et à l'Académie des arts de Lviv, elle est cofondatrice avec Andriy Lesiv du studio Agrafka. En 2010 et en 2012, elle participe au programme d'étude Gaude Polonia à l'Académie des arts de Cracovie en Pologne destiné aux jeunes artistes et créateurs.
Tournés vers le public jeunesse, ils n'hésitent pas intégrer leur expérience personnelle comme source d'inspiration, à l'image du titre traduit en français, La guerre qui a changé Rondo, qui puise dans leur vécu de la guerre en Crimée de 2014. Ce livre fait déjà l'objet d'une mention dans le cadre des prix de la Foire du livre jeunesse de Bologne.
Ils réalisent également des maquettes de livres et des illustrations pour le compte d'autres auteurs.
Les créations des deux artistes ont acquis une renommée internationale,, reconnue et récompensée cette fois-ci par le prix Bologna Ragazzi en 2018 avec le livre paru en France sous le titre Dans mes oreilles, j'entends le Monde. Plusieurs ouvrages ont connu des traductions dans plusieurs langues, publiée en France aux éditions Rue du monde ou par Enchanted Lions Books aux États-Unis.
En 2021, le duo ukrainien sort deux ouvrages originaux aux États-Unis chez Chronicle Books ou ils poursuivent leur expérimentation de la recherche graphique autour du lien entre texte et image, entre art et science.

## Publications

### Œuvres de littérature jeunesse
En tant qu'auteur et illustratrice, avec Andriy Lesiv

#### Aux États-Unis
- Sight : Glimmer, Glow, SPARK, FLASH !, Chronicle Books, 2021  (ISBN 978-1-45217-977-3)
- Sound : shhh ... bang ... pop ... boom ! , Chronicle Books, 2021  (ISBN 978-1-79720-415-4)

#### En France
- Maïa qui aime les chiffres, Rue du monde, 2014  (ISBN 978-2-35504-332-1)
- La guerre qui a changé Rondo, Rue du monde, 2015  (ISBN 978-2-35504-391-8)
- Dans mes oreilles, j'entends le monde, Rue du monde, 2017  (ISBN 978-2-35504-481-6)
- Dans mes yeux, je vois tout, Rue du monde, 2018  (ISBN 978-2-35504-531-8)
- D'ici jusqu'à là-bas, Rue du monde, 2021  (ISBN 978-2-35504-665-0)

### Maquettes et illustrations

#### Aux États-Unis
- Marianna Kiyanovska, The Voices of Babyn Yar, Harvard library of Ukrainian literature n°3, Harvard University Press, 2022  (ISBN 978-0-67426-886-9)